# 5507 Ніїдзіма
5507 Ніїдзіма (5507 Niijima) — астероїд головного поясу, відкритий 21 жовтня 1987 року.
Тіссеранів параметр щодо Юпітера — 3,411.
Названо на честь Цунео Ніїдзіми (яп. 新島 恒男)